# 葉山那奈
葉山 那奈（はやま なな、1月6日 - ）は、日本の女性声優。神奈川県出身。大沢事務所所属。

## 人物
吹き替え作品への出演が多い。朗読活動や舞台出演も行っている。

## 出演
太字はメインキャラクター。

### テレビアニメ
- デジモンユニバース アプリモンスターズ（2016年、小学生）
- エロマンガ先生（2017年、インタビュアー、男の子）
- 名探偵コナン（2017年、女性アナウンサー）
- パズドラクロス（2018年、部下）
- PERSONA5 the Animation（2018年、マダムB）
- ラグナクリムゾン（2023年、街の人々、民間人たち）
- 青の祓魔師 島根啓明結社篇（2024年、生徒）

### ゲーム
- フィリスのアトリエ 〜不思議な旅の錬金術士〜（2016年、ヘンリッカ・アスムス）

### 吹き替え

#### 映画
- アースクエイクバード
- アイリッシュマン
- アサシネーション・ネーション（サラ・レイシー〈スキ・ウォーターハウス〉）
- エクソシスト3 ※Netflix版
- X-MEN:ダーク・フェニックス
- エノーラ・ホームズの事件簿
- キングスマン:ファースト・エージェント（幼ジョージ[2]）
- サムワン・インサイド
- ジョニー・イングリッシュ アナログの逆襲
- STUBER/ストゥーバー
- セラとチーム・スペード
- その道の向こうに
- デイビッド・ブレント: ライフ・オン・ザ・ロード（セリーナ・ウィルソン〈アビー・マーフィー〉）
- トゥループ・ゼロ-夜空に恋したガールスカウト-
- ドライブアウェイ・ドールズ（DJ女[3]）
- パイレーツ・オブ・カリビアン/最後の海賊
- フォーリング・フォー・クリスマス
- フリー・ガイ[4]
- ブルータリスト（ジョーフィア〈ラフィー・キャシディ〉）
- プロジェクト・パワー
- ボヘミアン・ラプソディ
- Mank/マンク
- ミスター・ガラス
- ライズ コートに輝いた希望（コスタス）
- レッド・ワン（ディラン〈ウェスリー・キンメル〉[5]）
- 私は世界一幸運よ

#### ドラマ
- アブセンシア 〜FBIの疑心〜
- エクソシスト
- NCIS 〜ネイビー犯罪捜査班
- オール・アバウト・ワシントン
- オルタード・カーボン
- カウボーイビバップ
- カウンターパート/暗躍する分身
- ギフテッド 新世代X-MEN誕生
- 刑事ルーサー
- ゴーストライター
- 恋するアプリ Love Alarm
- 主任警部アラン・バンクス
- 私立探偵マグナム（リア・カレオ〈シャンタル・トゥイー〉）
- 神話クエスト：レイヴンズ・バンケット
- SUITS/スーツ
- スタートレック:ストレンジ・ニュー・ワールド（ウフーラ〈セリア・ローズ・グッディング〉）
- ダーク・マテリアルズ/黄金の羅針盤
- 戦え! チアスクワッド: ゲット・イーブン・シリーズ
- ディキンスン 〜若き女性詩人の憂鬱〜
- DOC あすへのカルテ（エリーザ・ルッソ〈シモーナ・タバスコ〉）
- ドラキュラ伯爵
- ニミュエ 選ばれし少女
- ハーレーはド真ん中（レイチェル・ディアス〈ロニー・ハーク〉）
- BULL / ブル 法廷を操る男
- フォーエバー 〜人生の意味〜
- 弁護士ビリー・マクブライド（デニス・マクブライド〈ダイアナ・ホッパー〉）
- BONES
- 保健教師アン・ウニョン
- マインドハンター
- Mr.コーマン
- メリー・アン・シングルトンの物語（マーゴ）
- リンカーン 殺人鬼ボーン・コレクターを追え!
- レイジング・ディオン
- レポーター・ガール
- 浪漫ドクター キム・サブ（ユン・ソジョン〈ソ・ヒョンジン〉）

#### テレビ番組
- KonMari 〜人生がときめく片づけの魔法〜
- プロジェクト・ランウェイ（コリーナ・エメリック）

#### アニメ
- ウィッチャー 狼の悪夢
- ドラゴンズドグマ
- ナイト ミュージアム/カームンラーの大脱走
- パンダのシズカ
- ラック〜幸運をさがす旅〜
- ラブ、デス&ロボット シーズン3

### ナレーション
- 魔法陣グルグルナビゲーション グルナビ!（2018年、音泉）

### 舞台
- Our Town
- YOKOHAMA Ammonite Night